# Monte Faget
Il Monte Faget (in lingua inglese: Mount Faget) è una montagna antartica, alta 3.360 m, situata 7 km a nordovest del Monte Adam, nei Monti dell'Ammiragliato, in Antartide. 
Il monte è stato mappato dall' United States Geological Survey (USGS) sulla base di rilevazioni e foto aeree scattate dalla U.S. Navy nel periodo 1960-63.
La denominazione è stata assegnata dall' Advisory Committee on Antarctic Names (US-ACAN) in onore di Maxime A. Faget, ingegnere della National Aeronautics and Space Administration (NASA), che aveva fatto visita alla Stazione McMurdo durante l'estate del 1966-67.
Il monte è stato anche incluso nella lista dei luoghi con nomi considerati inusuali.